# Theodorus Jacobus van den Heuvel
Theodorus Jacobus van den Heuvel (Maastricht - nabij Batavia, 1748) was een Nederlandse handelaar en opperhoofd van de VOC-vestiging Ayutthaya van 1735 tot 1740.

## Biografie

### Vroege loopbaan
Theodorus Jacobus van den Heuvel werd in Maastricht geboren als zoon van een burgemeester. In 1716 maakte hij de reis naar Azië als werknemer van de Vereenigde Oostindische Compagnie. Daar begon hij zijn carrière in Batavia en Malakka.

### Opperhoofd van Siam
Van 1735 tot 1740 was Van den Heuvel als opperhoofd de hoogste functionaris van de Compagnie in de handelspost Ayutthaya in Siam. Volgens HE Niemeijer ging de vriendschappelijke relatie tussen de Verenigde Oostindische Compagnie en Siam in deze periode sterk achteruit. Dit blijkt uit het bestaan van een klachtenbrief van een Siamese phraklang aan de leiding van de Compagnie in Batavia over de manier waarop Van den Heuvel de prijzen laag probeerde te houden.

### Deelname aan ceremonies
Tijdens zijn periode in Siam werd Van den Heuvel door toenmalige koning Borommakot uitgenodigd om aan verschillende ceremonies deel te nemen. Tot deze activiteiten behoorde de deelname aan de zeventien dagen durende jaarlijkse pelgrimstocht naar Wat Phra Phutthabat in 1737 en een inspectie van de brandstapel van koningin Aphainuchit in 1738.

### Latere jaren
Na zijn periode in Ayutthaya werd Van den Heuvel door de VOC naar Sumatra overgeplaatst. Hij stierf in 1748 in de buurt van Batavia.